# Miguel Ángel Lamata
Miguel Ángel Lamata (Saragossa, 1967) és un guionista espanyol de cinema i televisió i director de cinema i de teatre.

## Biografia
Es va formar en l'escena independent de cortometrajistas. Va dirigir diversos curtmetratges que mostraven un món personal: metaficció, humor, seriï b i cultura pop. Va treballar en diverses televisions locals de Saragossa, en programes d'estil desenfadat i humorístic. Posteriorment es va traslladar a Madrid, on va treballar amb Pepe Navarro. El 2004 va dirigir el seu primer llargmetratge, Una de zombis, produïda per Santiago Segura. Va aparèixer en la sèrie ¿Qué fue de Jorge Sanz? fent de si mateix. El seu treball més conegut és la direcció i el guió de Tensión sexual no resuelta (2010), produïda per Santiago Segura.
En 2015 dirigeix i produeix Nuestros Amantes. I en 2019 dirigeix pel CDN l'obra teatral “Firmado Lejárraga” de Vanessa Montfort

## Filmografia
- Una de zombis (llargmetratge; guió i direcció) (2004)
- Isi & Disi, alto voltaje (llargmetratge; interpretat per Santiago Segura i Florentino Fernández) (2006)
- Tensión sexual no resuelta (2010)
- Nuestros amantes (2016)
- Los futbolísimos (2018)[3]

## Teatre
- El 2019 dirigí l'obra Firmado Lejárraga amb text de Vanessa Montfort en el qual es reivindicava la figura de María Lejárraga.[4]